# Chris Massoglia
Christopher Paul Massoglia (Minneapolis, 29 maart 1992) is een Amerikaanse acteur. Hij speelde onder meer in de films The Hole, Cirque du Freak: The Vampire's Assistant, A Plumm Summer en in Our Wild Hearts in 2013.